# Raimundo Rubí
Raimundo Rubí OCart (* 18. Oktober 1665 in Barcelona, Königreich Spanien; † 20. Januar 1724 in Catania, Sizilien, Königreich Sizilien) war ein spanischer Geistlicher.
Rubí wurde am 17. Dezember 1689 für den Kartäuserorden zum Priester geweiht. Am 9. März 1727 ernannte Kaiser Karl VI.  ihn zum Bischof von Catania und am 26. November 1727 von Papst Benedikt XIII. bestätigt. Der Papst persönlich spendete ihm am 8. Dezember 1727 die Bischofsweihe. Mitkonsekratoren waren Francesco Antonio Finy, Titularbischof von Damascus und Bincenzo Maria Mazzoleni OP, Erzbischof von Corfu.